# Thaumetopoea carneades
Thaumetopoea carneades är en fjärilsart som beskrevs av Turati. Thaumetopoea carneades ingår i släktet Thaumetopoea och familjen tandspinnare. Inga underarter finns listade i Catalogue of Life.